# にがい涙
「にがい涙」（にがいなみだ）は、1975年2月1日に発売されたスリー・ディグリーズのシングル。日本限定発売。

## 概要
1974年、「ソウル・トレインのテーマ」で全米（Billboard Hot 100）1位を獲得したスリー・ディグリーズだったが、同年に「天使のささやき」が全米2位のヒットとなったものの、本国では暫く新曲がリリースされなかった。これに業を煮やしたCBS・ソニーの洋楽ディレクターの高橋裕二は、日本独自のシングルを制作するという企画を立てる。企画の主旨から、制作は邦楽ディレクターである白川隆三に委ねられることになり、白川は安井かずみと筒美京平に、日本語で歌うポップスを作るよう依頼する。
高橋の企画は日本人作家によって2曲制作するというものであり、もう1曲は本作より3ヶ月前にリリースされた、松本隆作詞、細野晴臣作曲の「ミッドナイト・トレイン」である。レコーディングはディグリーズが再来日した際に2曲同時に行われ、ディグリーズの3人は、2室のスタジオを慌ただしく行き来しながら歌入れを行う。
本作は『夜のヒットスタジオ』（フジテレビ系）などの音楽番組で披露されると、「見てたはずよ」と片言の日本語で歌う姿も話題となり、オリコン総合チャートでは最高位15位（日本でリリースされた全シングルで最高順位）、オリコン洋楽チャートでは1975年3月17日付〜4月21日付にかけて6週連続1位を記録する。

## 収録曲
1. にがい涙
作詞：安井かずみ／作曲：筒美京平／編曲：深町純
2. 女の喜び
作詞・作曲：J.B.Jefferson、B.Hawes／編曲：R.Rome

## 収録アルバム
- 世界の恋人（英語版） - #1
- 荒野のならず者（英語版） - #2
- スリー・ディグリーズ　ライブ・イン・ジャパン / カタログ番号 ECPZ-23-24PH - #1
- スリー・ディグリーズ&フィラデルフィア・サウンド / カタログ番号 ECPO-29 - #1

## 参加ミュージシャン
- 村上“ポンタ”秀一 - ドラムス
- 高水健司 - エレキ・ベース
- 矢島賢 - エレキ・ギター

## カバー
にがい涙
- 山本リンダ（1975年） - アルバム『Linda MEMORY TOP〜ウブウブ〜』収録。
- ピンク・レディー（1977年） - ライブアルバム『チャレンジ・コンサート』収録。
- 東京スカパラダイスオーケストラ（1990年） - アルバム『スカパラ登場』収録。
- キーラ（1993年） - シングル「にがい涙」収録。
- クワマン with スリービックリーズ（2004年） - アルバム『恋のモーレツラッパ吹き』収録。
- 石井竜也（2009年） - シングル「DANCE IN LOVE」収録。
- 岩崎宏美 with 岩崎良美 （2019年） - アルバム『Dear Friends VIII 筒美京平トリビュート』収録。